# Daniel Brown (regatista)
Daniel Brown es un deportista australiano que compitió en vela en la clase Tornado. Ganó dos medallas de bronce en el Campeonato Mundial de Tornado, en los años 2018 y 2019.

## Palmarés internacional
| Campeonato Mundial | Campeonato Mundial        | Campeonato Mundial | Campeonato Mundial |
| Año                | Lugar                     | Medalla            | Clase              |
| ------------------ | ------------------------- | ------------------ | ------------------ |
| 2018               | La Grande-Motte (Francia) | Medalla de bronce  | Tornado            |
| 2019               | Takapuna (Nueva Zelanda)  | Medalla de bronce  | Tornado            |